# Galerie Emila Juliše
Galerie Emila Juliše je soukromá galerie, která se orientuje na české výtvarné umění 20. a 21. století, zejména blízké surrealismu. Prostor je poskytován i lounským výtvarníkům. V prvních letech své existence spolupracovala galerie s afrikanistkou Marií Imbrovou, takže věnovala pozornost i současnému umění Afriky. Galerie se nachází v Černčicích u Loun.

## Výstavní činnost
Galerii založil v roce 2009 antikvář, výtvarník a hudebník Pavel R. Vejrážka. Je pojmenována po básníku Emilu Julišovi, který byl Vejrážkovým přítelem. V galerii proběhly následující výstavy:
- 2009
  - Lazarus Takawikra
  - Vladislav Zadrobílek
  - Zdeněk Ladra
- 2010
  - Martin Stejskal – První a poslední
  - Born in Zimbabwe
  - Emil Juliš – Básník/Výtvarník
  - Václav "Vajda" Jíra – Nové strojky/Krajiny
- 2011
  - Zdeněk Veselý
  - Přemysl Martinec – Alaid
  - Kateřina Piňosová – Deník
  - African Colours
- 2012
  - Miloš Noll – Volná tvorba I
  - Harmonické spektrum lounské Sirény
  - Jan Kohout – Kardinální můra
  - Jan Valt – Na vrcholu
  - Emil Juliš – Do ticha vrostlému
- 2013
  - Hynek Šnajdar – Záhady blešího trhu
  - Rekonstrukce – Ze sbírek Evy a Vratislava Effenbergerových
  - Tam někde – Doprovodná akce výstavy Rekonstrukce – křest knihy
  - Jiří Kubový – Obrazy
- 2014
  - Vladislav Mirvald – Osobní vlaky jsou plné blech
  - Pavel Pech vulgo F. J. Koudelka – Tajemství smradu
  - Andrew Lass – Zdrobněliny
- 2015
  - Phila Primus
  - Noty jinak (Milan Adamčiak, David Cajthaml, Milan Grygar, Miloslav Sonny Halas, Milan Knížák, Libor Krejcar, Jan Steklík, Zdeněk Veselý, Jan Zuziak)
  - Stanislav Hanzík – Odplouvání
  - Ivan Horáček – Fenestrace
- 2016
  - David Cajthaml – Bosé myšlenky
  - Kamil Linhart – Ze soukromých sbírek
  - Miloš Noll – Volná tvorba II
  - Vladislav Mirvald – Krajiny Poohří
- 2017
  - Václav Vokolek – Obrazy slov a rytmů
  - Jan Saudek – Zapadlý rytíř umění a literatury
  - Jan Kohout, Přemysl Martinec – Koma
  - Tomáš Kroupa – Rozkrývání
- 2018
  - Pavel Turnovský – Rezonance
  - Karol Baron – Ze soukromých sbírek
- 2019
  - Václav Švankmajer – Jdu s kosou na lov žirafy
  - Václav Jíra – Hudba barev a kovu
- 2020
  - Tomáš Braun – Linde von Braun
  - Emil Juliš – 100
- 2021
  - Miroslav Konrád – Třetí dimenze
- 2022
  - Cyril Bouda – Mistrovství ilustrace
- 2024
  - Alena Petříčková – Deformace
- 2025
  - Alexander Hejl – Obrazy|Ikarův pád